# Transhumanismus

Symbol hnutí H+

Transhumanismus (někdy zkracováno jako >H nebo H+) je globální intelektuální a kulturní hnutí, které prosazuje využití moderních vědeckých objevů a pokročilých technologií k vylepšení lidských mentálních i fyzických schopností. Současně se snaží eliminovat nežádoucí aspekty lidské existence, jako jsou hloupost, utrpení, nemoci, stárnutí a nedobrovolná smrt. Transhumanisté kriticky zkoumají možnosti a důsledky použití technologií na zlepšení člověka a sledují také potenciální rizika, která by mohla významně ovlivnit podmínky lidského života.
Termín „transhumanismus“ poprvé definoval Julian Huxley v roce 1957, avšak jeho současný význam vznikl až v 80. letech, kdy se v USA začala formovat skupina vědců, umělců a futuristů. Postupně se z ní vyvinulo hnutí, které věří, že lidé se mohou stát „postlidmi“ – bytostmi s výrazně vylepšenými schopnostmi. Transhumanismus se proto někdy označuje i jako forma posthumanismu nebo jako druh transformačního aktivismu.
Transhumanistické myšlenky budoucí evoluce člověka přitahují jak příznivce, tak odpůrce. Kritici, jako například Francis Fukuyama, považují transhumanismus za „nejnebezpečnější ideologii světa“. Oproti tomu příznivci, jako Ronald Bailey, označují transhumanismus za odvážné a idealistické hnutí s potenciálem výrazně zlepšit lidstvo.
Někteří autoři tvrdí, že lidstvo již vstoupilo do transhumanistické éry, neboť pokroky v medicíně a technologiích výrazně ovlivnily lidskou existenci. Nicméně, podle transhumanistů jde o nevědomý proces, který se musí stát cíleným.
Od konce roku 2008 vychází online časopis H+ Magazine zaměřený na témata spojená s transhumanismem.

## Historie

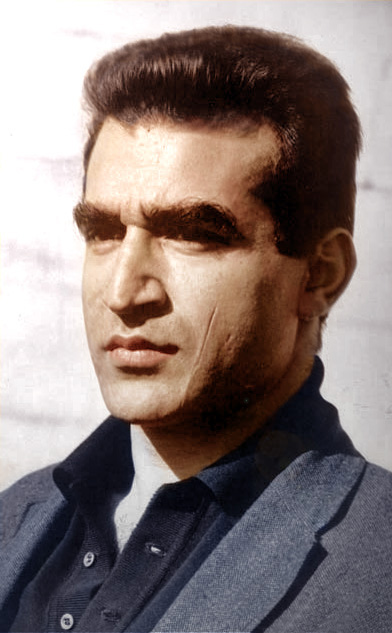
FM-2030, futurolog a předchůdce transhumanistického hnutí

Podle filosofů, kteří studovali historii transhumanistického myšlení a psali o ní, se nacházely transcendentální impulsy již ve snaze o nesmrtelnost v eposu o Gilgamešovi stejně tak ve snahách o nalezení Fontány mládí, Elixíru života a dalších snahách zabránit stárnutí a smrti. Transhumanistická filosofie je však zakořeněná v renezančním racionálním humanismu a osvícenství. Například Giovanni Pico della Mirandola volal na lidi, ať „si vytesají vlastní sochu“; Marquis de Condorcet spekuloval o využití lékařství k prodloužení lidského života a Benjamin Franklin snil o hibernaci. Po Darwinovi „se stalo mnohem pravděpodobnější vidění současné verze lidskosti ne jako konce evoluce, ale spíše jako jejího počátku.“ Ačkoli vliv Friedricha Nietzsche je například považován za minoritní, i přes jeho vyvyšování „nadčlověka“, kvůli upřednostňování seberealizace před technologickou transformací.
Ruský filosof 19. století Nikolaj Fjodorovič Fjodorov obhajoval radikální prodloužení života, fyzickou nesmrtelnost a dokonce vzkříšení pomocí vědeckých metod.

Ve 20. století se stala přímým předchůdcem transhumanistických konceptů esej genetika J. B. S. Haldana z roku 1923 Daedalus: Science and the Future, která předpovídala pozitivní přínos aplikace genetiky a dalších pokročilých věd na biologii člověka, a že každý pokrok v této oblasti bude nejprve některými odsuzován jako rouhání a perverze či označován za „obscénní a nepřirozený“. J. D. Bernal spekuloval o kolonizaci vesmíru, bionických implantátech a zlepšení vnímání, které se následně staly běžnými transhumanistickými tématy. Biolog Julian Huxley, bratr spisovatele Aldouse Huxleyho (Haldanův přítel z dětství), byl podle všeho prvním člověkem, který použil termín „transhumanismus“. V roce 1957 definoval transhumanismus jako „člověk zůstává člověkem, ale přesahuje sama sebe pomocí realizace nových možností své lidské povahy“.
 Tato definice se však značně liší od té, která se používá od 80. let 20. století.
Informatik Marvin Minsky psal o vztazích mezi člověkem a umělou inteligencí začínajících v 60. letech 20. století.
 V průběhu dalších desetiletí tato oblast přinášela další vlivné myslitele, jako např. Hanse Moravce a Raymonda Kurzweila, kteří se pohybovali mezi oblastí techniky a transhumanisticky laděnými futuristickými spekulacemi.
 Utváření identifikovatelného transhumanistického hnutí však začalo až v posledních desetiletích 20. století. Roku 1966 FM-2030 (dříve známý jako F. M. Esfandiary) – futurista, který učil „novým konceptům Člověka“ na The New School v New York City, začal označovat lidi, kteří přijímají technologie, životní styl a pohled na svět přecházející v posthumanismus jako translidi (zkratka pro „přechodný člověk“, z anglického „transitory human“ a „transhuman“).
 V roce 1972 přispěl Robert Ettinger k vytvoření konceptu „translidskosti“ ve své knize Man into Superman.
 FM-2030 založil hnutí UpWingers a ke stimulaci transhumanisticky uvědomělého aktivismu vydal v roce 1973 Upwingers Manifesto.

První samozvaní transhumanisté se formálně sešli na začátku 80. let na University of California v Los Angeles, která se později stala jejich centrem. Zde FM-2030 vyučoval svou třetí cestu futuristické ideologie. Na EZTV, často používané transhumanisty a futuristy, uvedla Natasha Vita-More v roce 1980 svůj experimentální film Breaking Away, jehož hlavním tématem byli lidé zbavující se svých biologických limitů a omezení zemské gravitace při cestě do vesmíru.
 FM-2030 a Vita-More brzo poté začali s pořádáním setkání transhumanistů v Los Angeles, mezi které patřili i studenti kurzů FM-2030 a diváci uměleckých produkcí Vita-More. Roku 1982 Vita-More napsala Transhumanist Arts Statement,
 a o šest let později produkovala show na kabelové TV TransCentury Update, která se zabývala transhumanismem a měla přes 100 tisíc diváků.
Roku 1986 publikoval Eric Drexler knihu Stroje tvoření: Nastupující éra nanotechnologie, která se zabývala vyhlídkami nanotechnologie a molekulárních továren, a založil Foresight Institute. Dalším významným centrem futuristů se staly prostory Alcor Life Extension Foundation, první neziskové organizace zkoumající, obhajující a praktikující kryoniku. V roce 1988 vyšlo díky Maxovi Moreovi a Tomovi Morrowovi první číslo časopisu Extropy Magazine. Roku 1990 filosof More vytvořil svou vlastní konkretizovanou nauku o transhumanismu ve formě manifestu Principles of Extropy a položil tak základy moderního transhumanismu pomocí nové definice:
Transhumanismus je třída filosofií, které se snaží vést nás vstříc posthumánnímu stavu. Transhumanismus sdílí mnoho částí s humanismem, včetně úcty k rozumu a vědě, nutnosti pokroku a zhodnocování lidské (či transhumánní) existence v tomto životě. […] Transhumanismus se odlišuje od humanismu rozpoznáním a očekáváním radikálních změn povahy a možností našich životů pramenících z rozličných věd a technologií […].
Max More, Principles of Extropy
Na základě díla Towards a Futurist Philosophy (1990) započal rozvoj tohoto hnutí, roku 1992 More a Morrow založili Extropy Institute, katalyzátor propojování futuristů a brainstorming nových memeplexů pomocí řady konferencí a poskytování mailing listu, který mnohé lidi poprvé vystavil transhumanistickým názorům právě během příchodu kyberkultury a kyber-psychedelické kultury. V roce 1998 filosofové Nick Bostrom a David Pearce založili Světovou asociaci transhumanistů (WTA), mezinárodní nevládní organizaci, usilující o uznání transhumanismu jako legitimního vědeckého výzkumu a veřejné politiky. Roku 1999 WTA sepsala a přijala Transhumanistickou deklaraci. WTA také připravila Často kladené otázky o transhumanismu, kde uvedla dvě formální definice transhumanismu:

1. Intelektuální a kulturní hnutí přijímající možnost a vhodnost principiálního zlepšení lidského života aplikovanými poznatky, obzvláště vyvíjením a širokým rozšířením technologií odstraňujících stárnutí a navýšení lidských intelektuálních, fyzických i psychických schopností.
2. Věda o možnostech, příslibech a potenciálních nebezpečích technologií, které nám umožní překonat základní lidská omezení a související studium etických záležitostí spojených s vývojem a použitím takových technologií.

Světová asociace transhumanistů, Často kladené otázky o transhumanismu
Množství dalších podobných definic shromáždil vědec a známý transhumanista Anders Sandberg.
Na rozdíl od jiných transhumanistických organizací představitelé WTA uvažovali i o možnosti podemletí svých futuristických vizí společenskými silami, které musí být tudíž také osloveny. Zvláštní důraz je kladen na rovnocenný přístup k vylepšení lidských možností napříč společenskými třídami i hranicemi států.
Roku 2006 proběhla politická rozepře uvnitř transhumanistického hnutí mezi libertariánskou pravicí a liberální levicí, což vedlo ke změně na více středo-levicové vedení WTA pod dřívějším výkonným ředitelem Jamesem Hughesem. V roce 2006 rada Extropy Institute ukončila činnost organizace s tím, že její cíl byl splněn. Díky tomu získala Světová organizace transhumanistů vůdčí postavení mezi jinými organizacemi. Roku 2008 se WTA jako součást marketingových snah přejmenovala na „Humanity Plus“, nový název má působit více lidštěji. Humanity Plus začala vydávat H+ Magazine, periodikum redigované R. U. Siriusem, šířící transhumanistické myšlenky a novinky.

## Teorie
Je věcí debaty, zda je transhumanismus odnoží posthumanismu, či jak by měl být posthumanismus koncipován ve vztahu k transhumanismu. Stejně tak je diskutováno a rozdílně nahlíženo i náboženské hledisko. Dle kritiků z řad konzervativců, křesťanů
a progresivistů
se jedná o aktivistickou podobu posthumanismu. Stejného názoru jsou však i někteří zastánci transhumanismu, kteří jej charakterizují například jako podmnožinu „filosofického posthumanismu“. Společným rysem transhumanismu a filosofického posthumanismu je vize budoucí inteligentní rasy, ve kterou se lidstvo vyvine, a nahradí a překoná tak současný rozměr lidství. Transhumanismus zdůrazňuje především evoluční perspektivu a připouští i vytvoření vysoce inteligentních zvířecích druhů díky vylepšení jejich kognitivních schopností, ale tíhne především k „budoucnosti po člověku“ jako konečnému cíli lidmi vedené evoluce.
Nicméně transhumanismus ovlivnily i snahy o vytvoření inteligentních umělých bytostí navrhovaných například robotikem Hansem Moravcem. Moravcovy myšlenky a transhumanismus byly také označovány za „blahosklonné“ či „apokalyptické“ varianty posthumanismu a opak kritického posthumanismu na poli humanitních věd a umění. Zatímco takový „kritický posthumanismus“ by nabízel zdroje přehodnocení vztahu lidí a stále sofistikovanějších strojů, transhumanismus a jemu podobné druhy posthumanismu na druhé straně neopouštějí starý koncept „samostatných svobodných objektů“, ale rozšiřují jeho rysy do světa postčlověka. Transhumanistický pohled sama na sebe jako na pokračovatele humanismu a osvíceneckého myšlení tomu odpovídá.
Někteří sekulární humanisté chápou transhumanismus jako odnož humanistického volnomyšlenkářského hnutí a argumentují tím, že se liší od humanistického proudu pouze tím, že se při řešení lidských problémů a smrtelnosti spoléhají na technologie. Na druhou stranu progresivisté jsou toho názoru, že posthumanismus (ať už jeho filosofická či aktivistická forma) se snaží oprostit zájmů o společenskou spravedlnost, reformy lidských institucí a osvícenecká předsevzetí a místo toho se blíží narcistické tužbě po překročení omezení lidského těla v honbě za úžasnějším bytím. Dle tohoto pohledu transhumanismus naopak opouští cíle humanismu, osvícenství a progresivní politiky.

### Cíle
Teoretici a obhájci transhumanismu chtějí použít rozum, vědu a technologie k snížení chudoby, odstranění chorob, handicapů i podvýživy na celém světě. Transhumanismus se však vyznačuje svým zaměřením na aplikaci technologií k vylepšení lidského těla na úrovni jednotlivců. Mnoho příznivců vidí velký potenciál v budoucích technologiích a inovativních společenských systémech pro zlepšení kvality všeho života. Zároveň hledají způsob naplnění materiálních podmínek lidského života a právní i politické rovnoprávnosti odstraněním vývojových vad, které vznikají ve fázi plodu.
Filosofové transhumanismu argumentují nejen existencí perfekcionistické etické povinnosti lidstva toužit po pokroku a zlepšení lidského bytí, ale také že pro lidství je možné a přínosné vstoupit do stavu transčlověka, kdy by lidé kontrolovali svoji vlastní evoluci. V takové fázi by byla přírodní evoluce nahrazena úmyslnou změnou.
Někteří teoretici, jako například Raymond Kurzweil, si myslí, že tempo technologických vylepšení se zrychluje a že v příštích 50 letech mohou nastat nejen velmi radikální technologické pokroky, ale dokonce technologická singularita, které by mohly způsobit velmi fundamentální změny pro lidské bytosti. Transhumanisté, kteří předpovídají masivní technologické změny, si obecně myslí, že jsou potřebné, ačkoli někteří z nich se také obávají možných rizik spojených s extrémně rychlým pokrokem a snaží se navrhnout, jak zaručit, aby byly vznikající technologie použity rozumně. Například Bostrom napsal rozsáhlý rozbor týkající se existenciálních rizik lidské prosperity v budoucnosti, včetně nebezpečí, která by mohla vzniknout kvůli novým technologiím.

### Etické hledisko
Transhumanisté se zabývají otázkou pochopení a zhodnocení možností překračování biologických omezení s pomocí mnoha oborů lidského poznání. Spoléhají přitom na futurologii a širokou řadu etických oborů, jako např. bioetiku, infoetiku, nanoetiku, neuroetiku, roboetiku a technoetiku. Většinou zastávají hledisko filosofického utilitarismu, společenského progresivismu a politického i ekonomického liberalismu. Na rozdíl od mnoha filosofů, sociálních kritiků a aktivistů, kteří považují za morální zachování přírodních systémů, transhumanisté považují již samotný koncept „přírodnosti“ za přinejlepším problematický a v nejhorším případě za překážku pokroku. Ruku v ruce s tímto názorem označují obhájci transhumanismu své kritiky, jak na straně politické pravice, tak i levice, jako biokonzervativce či bioluddity. Druhý zmíněný termín je odvozen od protiindustrializačního hnutí z Velké Británie 19. století, které protestovalo proti nahrazení lidské práce stroji.